# Spongosorites intricatus
Spongosorites intricatus är en svampdjursart som först beskrevs av Topsent 1892.  Spongosorites intricatus ingår i släktet Spongosorites och familjen Halichondriidae. Inga underarter finns listade i Catalogue of Life.